# Les Paul
Les Paul (Lester William Polsfuss) (Waukesha, Wisconsin, 1915. június 9. – White Plains, New York, 2009. augusztus 13.) háromszoros Grammy-díjas amerikai dzsesszgitáros, az elektromos gitár egyik kifejlesztője.
Tehetsége, egyedi, új stílusa fellelhető volt a gitárjátékában, ami élesen megkülönböztette őt kortársaitól, de a mai gitárosokat is megihleti.

## Élete
1915-ben született egy Wisconsin állambeli kisvárosban. 8 évesen kezdett el érdeklődni a zene iránt, ugyanis ekkor kezdett el harmonikázni. Ezután elkezdett bendzsózni, amit hamar a gitározással váltott fel. Zenetanára botfülűnek tartotta, ennek ellenére már fiatal korától kezdve zenélt kisebb countryzenekarokban. Hamar elkezdte megépíteni első hangszereit, tízévesen már harmonikatartót épített egy fogasból, majd gitárok, és gitárerősítők építésével is foglalatoskodott. 17 éves korában már zenekarban játszott, a Rube Tronson's Texas Cowboysban, később kilépett ebből a zenekarból, a középiskolát is otthagyta, hogy a Wolverton's Radio Band-ban játszhasson. Az 1930-as évekre már profi dzsesszzenésszé nőtte ki magát. Így a 30-as évek elején egy rádiónál dolgozott Chicagóban. Ezekben az időkben kezdett el elektromos gitárokkal kísérletezgetni, majd 1940, 1941 körül (sajnos pontos évszám nem ismert) megépítette az első elektromos gitárt, mely máig a  könnyűzene meghatározó hangszertípusa.
1936-ban adta ki első két lemezét.
1948 januárjában egy majdnem halálos kimenetelű autóbalesete volt. Az orvosok azt mondták Paulnak nem tudják úgy meggyógyítani a könyökét, hogy az visszanyerje mozgását, és a keze örökké úgy fog maradni amilyen helyzetben azt ők hagyják. Ekkor utasította az orvosokat, hogy egy olyan szögbe állítsák a karját amiben tudja tartani és pengetni a gitárt.
1949-ben összeházasodott Mary Forddal és megalakították duettjüket. Közösen létrehozott albumaik rendkívüli népszerűségre tettek szert az ötvenes években.
1952-ben szerződést kötött a Gibson hangszergyártó céggel, és megtervezte a saját nevéről mintázott Gibson Les Pault. Számos apróbb hangzásbeli és hangfelvétel-technikai szabadalmával is beírta nevét a modern könnyűzene történetébe.
94 évesen, 2009. augusztus 13-án hunyt el tüdőgyulladásban, a New York állambeli White Plainsben.

### The Log
Paul elégedetlen volt az 1930-as évek közepén vásárolt akusztikus gitárjával, ezért elkezdte építeni az első igazán komolyabb elektromos konstrukcióját, a The Log-ot. Nem volt több mint egy 10 x 10 cm-es nyers faanyag, húrlábbal, nyakkal és a ráerősített hangszedőkkel. A megjelenés kedvéért, összekapcsolta egy Epiphone üreges testű gitárral. Ez megoldotta a két fő problémáját: a visszacsatolást, az akusztikus test nem rezonált tovább, mint az erősített hang, és a húrok ereje nem volt meg ahhoz, hogy hangot generáljon a gitárttesten keresztül.

## Diszkográfia

### Kislemezek
- "Rumors Are Flying" – Andrews Sisters & Les Paul (1946)
- "Lover (When You're Near Me)" (1948)
- "Brazil" (1948)
- "What Is This Thing Called Love?" (1948)
- "Nola" (1950)
- "Goofus" (1950)
- "Little Rock Getaway" (1950/1951)
- "Tennessee Waltz" – Les Paul & Mary Ford (1950/1951)
- "Mockin' Bird Hill" – Les Paul & Mary Ford (1951)
- "How High The Moon" – Les Paul & Mary Ford (1951)
- "I Wish I Had Never Seen Sunshine" – Les Paul & Mary Ford (1951)
- "The World Is Waiting For The Sunrise" – Les Paul & Mary Ford (1951)
- "Just One More Chance" – Les Paul & Mary Ford (1951)
- "Jazz Me Blues" (1951)
- "Josephine" (1951)
- "Whispering" (1951)
- "Jingle Bells" (1951/1952)
- "Tiger Rag" – Les Paul & Mary Ford (1952)
- "I'm Confessin' (That I Love You)" – Les Paul & Mary Ford (1952)
- "Carioca" (1952)
- "In The Good Old Summertime" – Les Paul & Mary Ford (1952)
- "Smoke Rings" – Les Paul & Mary Ford (1952)
- "Meet Mister Callaghan" (1952)
- "Take Me In Your Arms And Hold Me" – Les Paul & Mary Ford (1952)
- "Lady Of Spain" (1952)
- "My Baby's Coming Home" – Les Paul & Mary Ford (1952)
- "Bye Bye Blues" – Les Paul & Mary Ford (1953)
- "I'm Sitting On Top Of The World" – Les Paul & Mary Ford (1953)
- "Sleep" (Fred Waring's theme song) (1953)
- "Vaya Con Dios (May God Be With You)" – Les Paul & Mary Ford (1953)
- "Johnny (Is The Boy For Me)" – Les Paul & Mary Ford (1953)
- "Don'cha Hear Them Bells" – Les Paul & Mary Ford (1953)
- "The Kangaroo" (1953)
- "I Really Don't Want To Know – Les Paul & Mary Ford (1954)
- "I'm A Fool To Care – Les Paul & Mary Ford (1954)
- "Whither Thou Goest – Les Paul & Mary Ford (1954)
- "Mandolino – Les Paul & Mary Ford (1954)
- "Hummingbird" – Les Paul & Mary Ford (1955)
- "Amukiriki (The Lord Willing)" – Les Paul & Mary Ford (1955)
- "Magic Melody" – Les Paul & Mary Ford (1955)
- "Texas Lady" – Les Paul & Mary Ford (1956)
- "Moritat" (Theme from "Three Penny Opera") (1956)
- "Nuevo Laredo" – Les Paul & Mary Ford (1956)
- "Cinco Robles (Five Oaks)" – Les Paul & Mary Ford (1957)
- "Put A Ring On My Finger" – Les Paul & Mary Ford (1958)
- "Jura (I Swear I Love You)" – Les Paul & Mary Ford (1961)

### Albumok
- The Les Paul Trio
- Swingin' South
- Lover's Luau
- Warm and Wonderful
- The World is Still Waiting for the Sunrise
- New Sound
- Hits of Les and Mary
- Les Paul Now!
- Chester and Lester – album with Chet Atkins
- Les Paul: The Legend and the Legacy (1996; a four-CD box set chronicling his years with Capitol Records)
- Les Paul & Friends: American Made World Played